# Halinów (przystanek kolejowy)
Halinów (dawn. Skruda) – przystanek kolejowy Polskich Kolei Państwowych obsługiwany przez Koleje Mazowieckie. Przystanek znajduje się przy ul. Bema w mieście Halinów w województwie mazowieckim.

## Ruch pasażerski[1]
| Rok  | Wymiana pasażerska na dobę |
| ---- | -------------------------- |
| 2017 | 2000 - 3000                |
| 2018 | 2000 - 3000                |
| 2019 | 2000 - 3000                |
| 2020 | 2000 - 3000                |
| 2021 | 2000 - 3000                |
| 2022 | 2000 - 3000                |
| 2023 | 2000 - 3000                |

## Historia
Przystanek Halinów został uruchomiony w 1936 roku, kiedy to zelektryfikowano linię Warszawsko - Terespolską. Do 1946 roku przystanek nosił nazwę Skruda.
Przystanek posiadał budynek stacyjny mieszczący kasy i poczekalnię, połączony z wiatą (typowy dla stacji z lat 30., który zlokalizowany był na peronie wyspowym. Na przełomie XX i XXI wieku przystanek był modernizowany w związku z przystosowaniem linii E20 do dużych prędkości. Peron wyspowy zastąpiono dwoma peronami bocznymi, a kasę biletową przeniesiono do pomieszczenia zastępczego, gdzie znajduje się do tej pory.

## Opis przystanku

### Perony
Przystanek składa się z dwóch wysokich peronów bocznych o długości 200 m, leżących po przeciwnych stronach ulicy. Każdy peron posiada jedną krawędź peronową.
- Peron 1: Obsługuje połączenia w kierunku Mińska Mazowieckiego i Siedlec.
- Peron 2: Obsługuje połączenia w kierunku Warszawy.

Poza szczytem oraz w sytuacji awaryjnej ruch może odbywać się po torze niewłaściwym.
Perony pokryte są kostką brukową i betonowymi płytami.
Na każdym peronie znajdują się:
- dwie blaszane wiaty przystankowe z ławkami
- tablice z nazwą przystanku i numerem peronu i toru
- ławki
- rozkład jazdy pociągów
- śmietniki
- megafony
- latarnie oświetleniowe

### Kasa biletowa

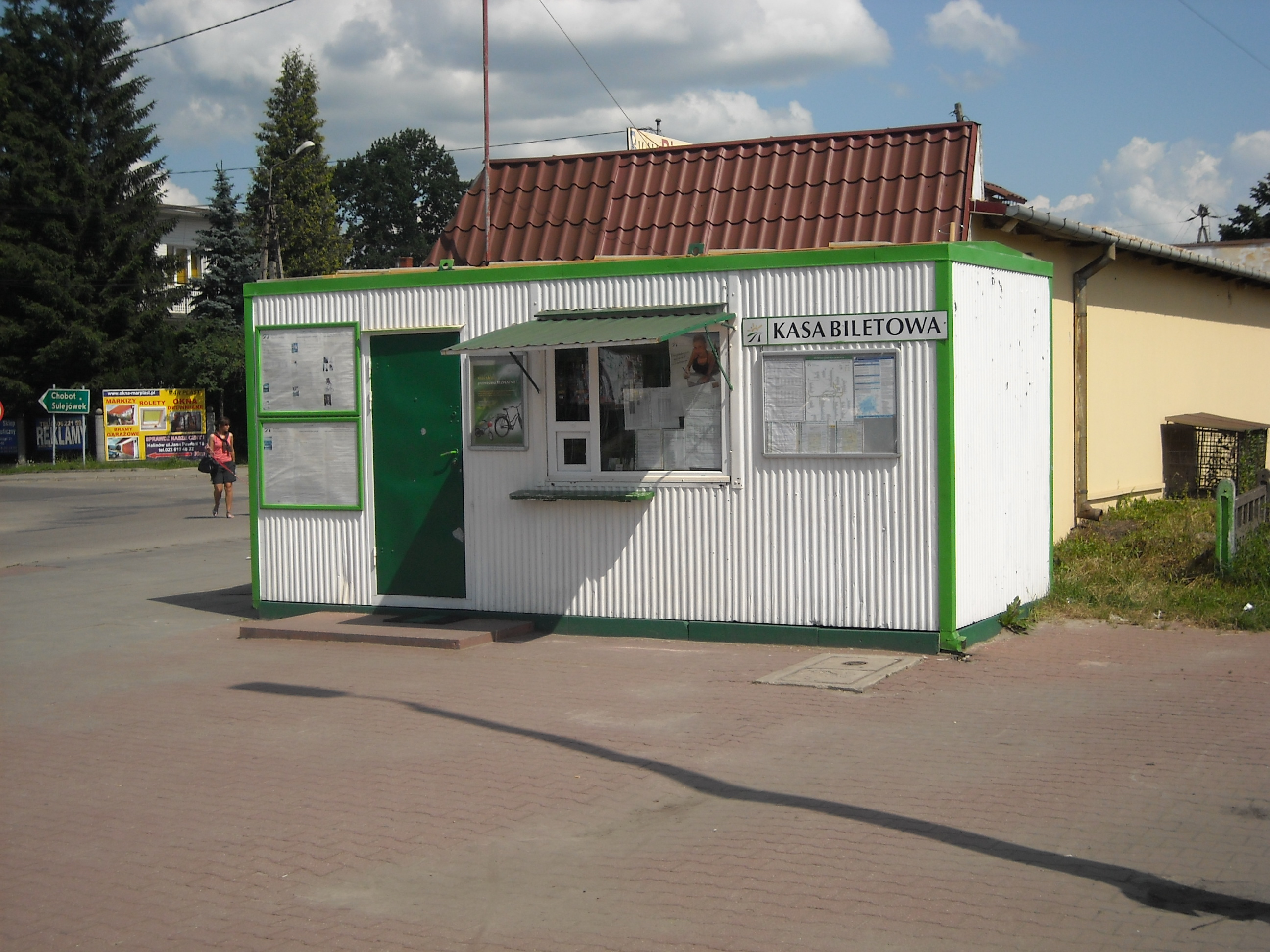
Kasa biletowa na przystanku

Kasa biletowa znajduje się przy peronie pierwszym. Mieści się w małym blaszanym baraku. Jest czynna do godz. 16:00. Obok kasy znajduje się automat biletowy (KM/ZTM).

### Przejazd kolejowy
Pomiędzy peronami znajduje się przejazd kolejowy zabezpieczony rogatkami. Po obu stronach jezdni jest również chodnik dla pieszych. Przejazd znajduje się w ciągu ulicy Warszawskiej.

### Schemat przystanku

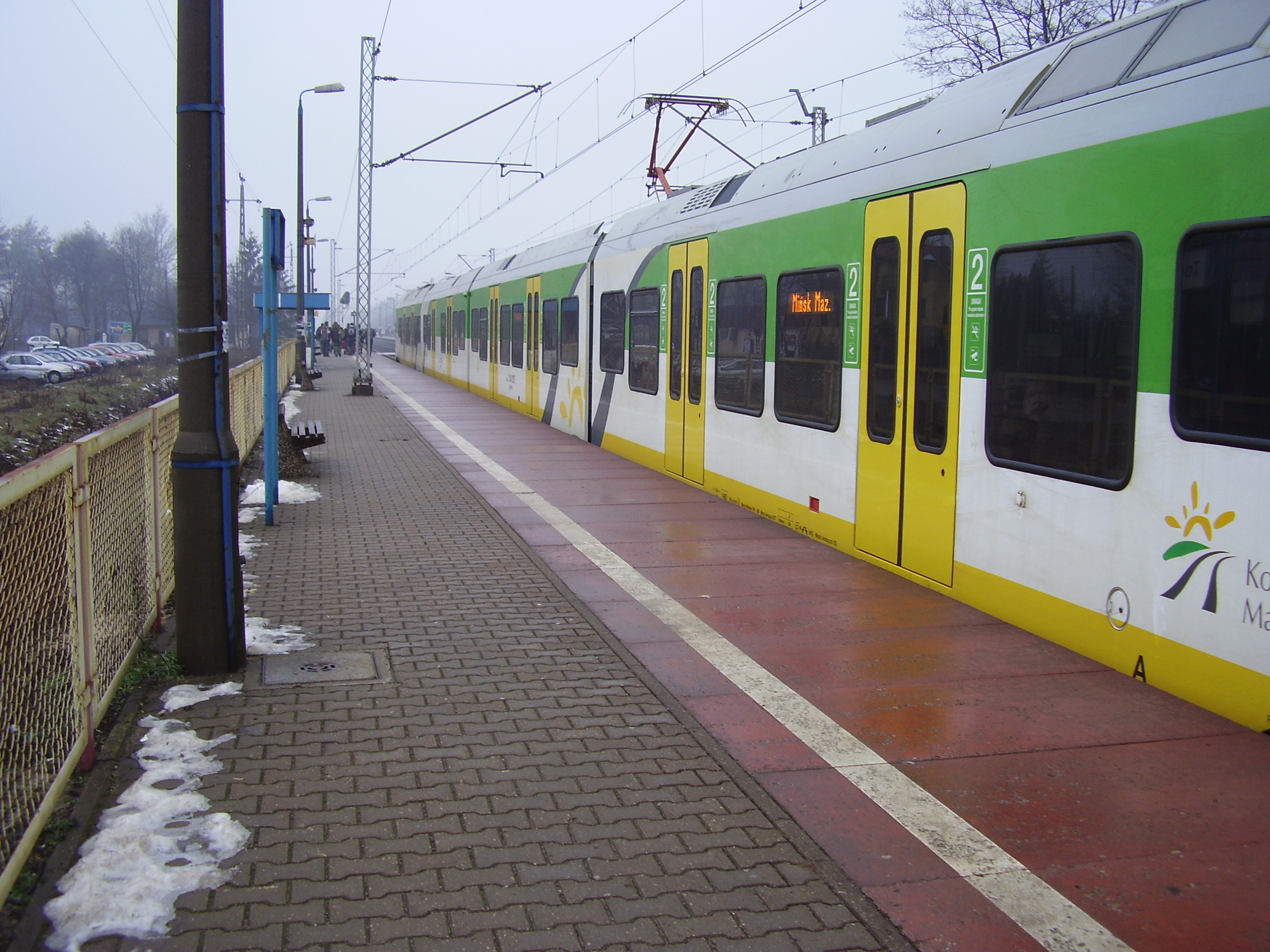
Peron pierwszy przystanku
Widok w kierunku Warszawy
Przy peronie pociąg do Mińska Mazowieckiego

## Obsługiwane połączenia
| Linia | Operator           | Trasa                                |
| ----- | ------------------ | ------------------------------------ |
| R2    | Koleje Mazowieckie | Warszawa Zachodnia – Halinów – Łuków |